# Beca (indumentaria)

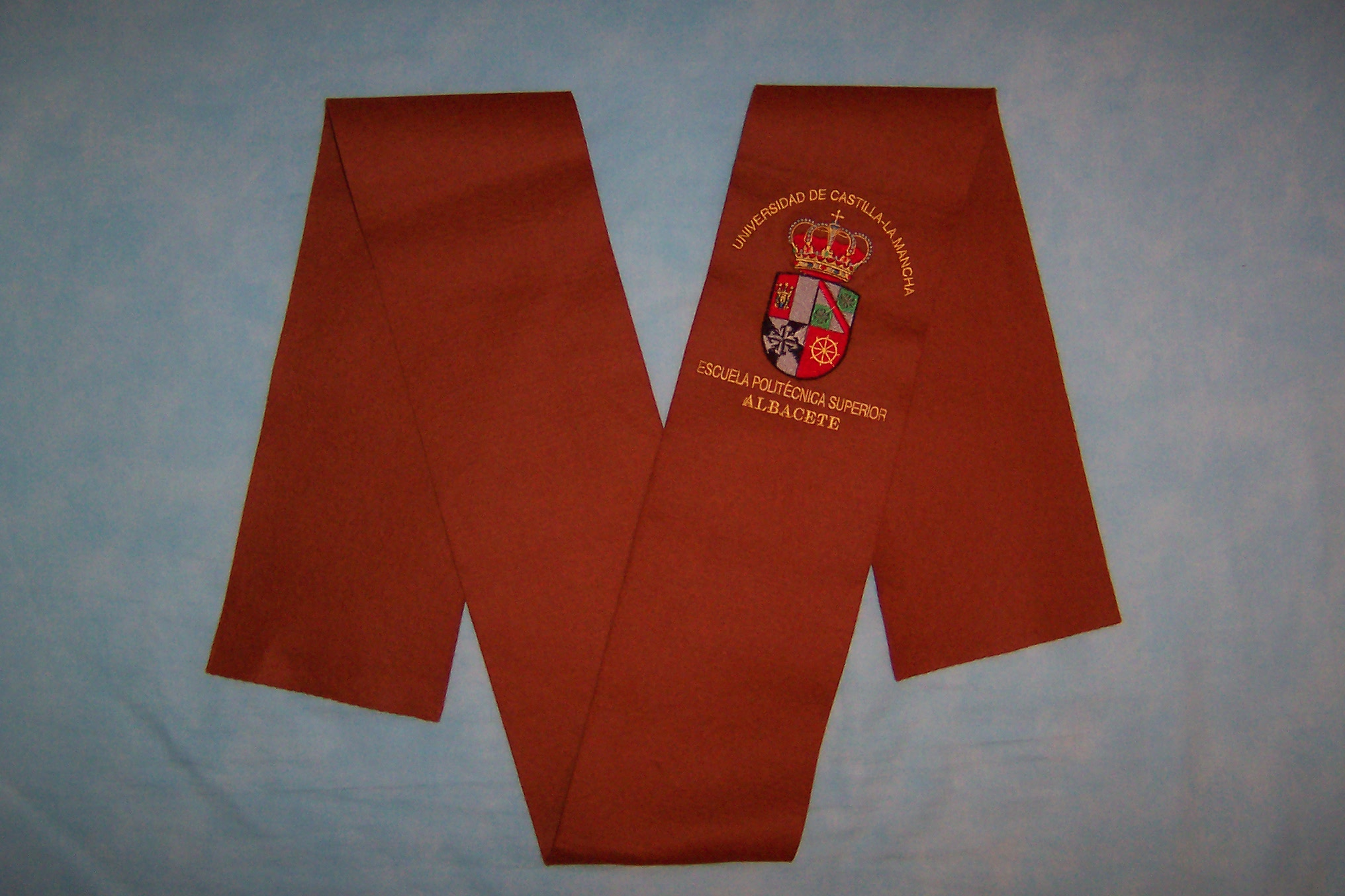
Beca de la Escuela Politécnica Superior de Albacete

La beca es un  distintivo que llevaban los alumnos de los colegios universitarios sobre el ropón o manto del mismo o distinto color que este, color que señalaba el colegio en el que estudiaban, y significaba que gozaban de una beca para sus estudios. Hoy en día, ya perdido este significado, la utiliza cualquier estudiante, aunque solamente en determinados actos protocolarios, como por ejemplo en las graduaciones y ceremonias de licenciatura de los alumnos universitarios.
La beca es una faja de paño que cruza por delante del pecho desde el hombro izquierdo al derecho y desciende por la espalda con mayor o menor longitud, según el estilo propio del colegio. Generalmente, llevaba cosido en un extremo una pieza de forma toroidal (una rosca) forrada que, en los orígenes, servía de bonete a los colegiales. 
Hoy en día la beca es igualmente empleada y característica de las tunas universitarias.
Su nombre viene de lo mismo que actualmente: el becado tenía, de alguna manera, sus estudios pagados por una fundación (Colegio Mayor, Colegio Menor, Convento), y tenían el color correspondiente a dicha fundación. En la Salamanca de la época clásica, el color daba nombre a los colegiales, generalmente con nombre de pájaros (cigüeños, los de San Esteban, verderones los del Colegio de San Pelayo, etc.).

## Colores actuales
En España, ahora, las becas han tomado el color tradicional de cada uno de los estudios universitarios del centro, o los colores de las nuevas titulaciones, de la siguiente manera:
Ramas principales de conocimientos:
- azul celeste: Artes y Humanidades.
- azul turquí: Ciencias.
- gris claro: Ciencias de la salud.
- naranja: Ciencias sociales y jurídicas.
- marrón: Ingenierías y Arquitectura.

Estudios con tradición histórica:
- rojo: Ciencias jurídicas
- amarillo: Estudios de medicina
- azul celeste: Humanidades
- azul turquí: Ciencias
- verde: Veterinaria
- naranja: Ciencias económicas y empresariales; Ciencias políticas y sociología
- blanco: Bellas artes; Teología
- marrón: Arquitectura; Ingenierías
- malva: Psicología
- fucsia: Odontología
- gris: Ciencias de la información
- verde claro: Ciencias de la actividad física y el deporte

Y más modernamente:
En esta lista se incluyen las licenciaturas y diplomaturas y sus equivalentes actuales de "Grado Universitario"
- verde: Nutrición y dietética; Relaciones Laborales; Biblioteconomía y documentación; Derecho canónico.
- morado: Farmacia.
- naranja: Gestión y administración pública; Relaciones laborales; Trabajo social; Turismo; Ciencias del trabajo.
- azul celeste: Educación social; Antropología social y cultural; Filologías; Geografía; Historia; Traducción e interpretación; Psicopedagogía; Pedagogía; Lingüística; Magisterio y Maestrías educativas.
- gris perla: Enfermería; Podología; Fisioterapia.
- azul turquí: Estadística; Ciencias físicas; Ciencias matemáticas; Ciencias geológicas; Ciencias químicas; Ingeniería química; Ciencias del mar; Máquinas navales; Navegación marítima; Radioelectrónica naval; Náutica y transporte marítimo; Óptica y optometría; Biología; Bioquímica; Biotecnología; Ciencias ambientales; Enología; Ciencias y Técnicas estadísticas.
- lila: Logopedia
- gris: Terapia ocupacional; Comunicación audiovisual; Periodismo; Publicidad y relaciones públicas; Ciencias Gastronómicas y artes culinarias.
- rojo: Criminalística; Derecho.
- burdeos: Ciencia y tecnología de los alimentos.

En algunas titulaciones, la facultad puede determinar si elegir el color específico del estudio u optar por elegir el color de la rama de conocimientos.
Además existe la posibilidad de que una facultad o centro determine una tonalidad diferente para las becas de un estudio, siempre manteniéndose en la línea cromática determinada por la CRUE (Conferencia de Rectores de las Universidades Españolas); Como ejemplo en algunos centros el color correspondiente a Nutrición y dietética es el "verde oliva", pero este es sigue perteneciendo al mismo color estipulado en el listado (verde).
- Datos: Q5724390
- Multimedia: Beca (indumentaria) / Q5724390